# 巨星的回信
是一部2015年的美國喜劇電影，由丹·福吉爾曼編劇和執導，是他首次執導的電影。本片靈感來自民謠歌手史蒂夫·蒂爾斯頓的真實故事。主演是阿爾·柏仙奴、安納·貝寧、珍妮佛·嘉納、波比·簡拿威和基斯杜化·龐馬。本片於2015年3月20日在戲院上映。
阿爾·柏仙奴憑他的演技而在第73屆金球獎中得到提名金球獎最佳音樂及喜劇類電影男主角。

## 演員
- 阿爾·柏仙奴 飾 Danny Collins
- 安納·貝寧 飾 Mary Sinclair
- 珍妮佛·嘉納 飾 Samantha Leigh Donnelly
- 波比·簡拿威 飾 Tom Donnelly
- 基斯杜化·龐馬 飾 Frank Grubman
- 尼克·奧佛曼 飾 Guy DeLoach
- César Évora（英语：César Évora） 飾 Gabriel
- 喬希·佩克 飾 Nicky Ernst
- 费尔南多·科隆加 飾 Fernando
- 蜜雪兒·維思（英语：Michelle Vieth） 飾 Selena
- 凱塔琳娜·凱斯（英语：Katarina Čas） 飾 Sophie
- 梅莉莎·班諾伊 飾 Jamie
- Giselle Eisenberg 飾 Hope Donnelly
- Eric Michael Roy 飾 年輕的Danny Collins

## 背景
故事是基於約翰·連儂和小野洋子在1971年寫了一封信給英國民謠歌手史蒂夫·蒂爾斯頓，但在34年後他才發現信件的真實情況。真實的信是簽署了「約翰+洋子」（John + Yoko），而電影中的信是簽署了「約翰」（John）。

## 外部連結
- 互联网电影数据库（IMDb）上《巨星的回信》的资料（英文）